# 弗氏玫瑰鯒
弗氏玫瑰鯒，為輻鰭魚綱鮋形目牛尾魚亞目赤鯒科的其中一種，分布於西太平洋海域，為深海底棲性魚類，屬肉食性，生活習性不明。